# 金子峻
金子 峻（かねこ しゅん、生年月日不明 - ）は、NHKのアナウンサー。

## 人物・来歴
埼玉県熊谷市出身。早稲田大学政治経済学部政治学科卒業後、2011年4月入局。
好きな食べ物はご飯、みそ汁、日本そば。

## 現在の担当番組
- サタデーウオッチ9（ナレーション、ニュースリーダー：2024年9月21日 - ）
- ニュースウオッチ9（ナレーション、ニュースリーダー：2024年9月23日 - ）

## 過去の担当番組
宮崎放送局時代（2011年度 - 2015年度）
- 土曜スタジオパーク（2011年5月21日）
- 宮崎県のニュース・中継・リポート
- NHKニュースWAVE宮崎（キャスター）
- ニュース845宮崎（不定期）
- NHKニュース宮崎645（不定期）

松山放送局時代（2016年度 - 2019年度）　
- 愛媛県・四国地方のニュース
- おはよう四国 （2016年4月 - 2019年3月） - キャスター
- おはようえひめ（不定期）
- えひめ845（不定期）
- ひめポン!（リポーター・小澤康喬・中澤輝のキャスター代行など）
- 「学生俳句チャンピオン決定戦2016 ～俳人・夏目漱石からの挑戦状～」（2016年6月19日・26日）
- ひるブラ（2016年11月28日 - 30日、2017年8月21日）
- 「それいけ！俳句キッズ」（2017年1月15日）
- うまいッ!（2017年2月19日）- 地元応援団（リポーター）
- 旅ラジ!（2017年3月6日 - 7日・9日、2018年2月27日、2019年2月25日・26日）
- 「学生俳句チャンピオン決定戦2017～瀬戸内の島で俳句サバイバル!」（2017年5月28日）
- 「ら♪ら♪ら♪ラジオです ラジオ3局合同特別番組 みんなで高める防災力」（2018年3月9日）
- 「それいけ!俳句キッズ『四国4県の小学生の俳句バトル』」（2018年3月21日）
- ニュースウオッチ9（2018年9月10日 - 22日） - 上原光紀夏期休暇に伴う代理フィールドリポーター
- 首都圏ニュース845（2018年9月12日）
- 「特集　四国を読む」（2018年10月8日）
- アイデア対決・全国高等専門学校ロボットコンテスト四国地区大会（2018年12月17日） - ナレーション

山形放送局時代（2020年度 - 2022年度）
- NHKニュースおはよう日本（5時台佐藤俊吉の代理キャスター：2022年8月1日、10月31日、11月1日、2日、4日）[4]
- やままるキャスター（2020年3月30日 - 2023年3月24日）
- やままる845（不定期）
- 山形県のニュース

東京アナウンス室時代（2023年度 - ）
- NHKニュースおはよう日本（平日5時台キャスター、6時台 - 7時台ニュースリーダー：2023年4月3日 - 2024年3月29日）
  - 八田知大・小野文明との1週間ごとのローテーション
- ニュース・気象情報（午前9時の定時）（2023年4月3日 - 2024年3月29日）
- さわやか自然百景「信越 鍋倉山 ブナの森」語り（2023年7月23日）
- NHKジャーナル 打越裕樹の代理キャスター（2023年11月10日）
- 山形県のニュース（山形放送局への応援）（2024年7月29日）
- 全国戦没者追悼式 進行（ラジオ第1）（2024年8月15日）
- ニュース645（日曜不定期）（2024年1月 - 11月）
- 明日をまもるナビ（ナレーション：2023年4月 - 2025年3月）
- 国会中継（随時）（2024年4月 - 2025年3月）
- 全国戦没者追悼式 進行（総合テレビ、BS）（2025年8月15日）